# تشن قوانغ تشنغ
تشن قوانغ تشنغ هو ناشط حقوق مدنية صيني مهتم بحقوق الإنسان في المناطق الريفية لجمهورية الصين الشعبية. أصيب بالعمى في سن صغيرة ودرس القانون والمحاماة بنفسه. يوصف شين بأنه محامي حافي القدمين يدعو إلى تحسين أوضاع المرأة والفقراء. أشتهر بفضحه ماوصف أنه تجاوزات في سياسة الحكومة الصينية فيما يتعلق بتنظيم الأسرة، حيث كشف ممارسات تصل إلى العنف والإجهاض القسري.
في عام 2005, أشتهر على الصعيد العالمي لتنظيمه دعاوى قضائية ضد حكومة مدينة لينيي في مقاطعة شاندونغ لفرضها مفرط الصرامة فيما يتعلق بسياسة الطفل الواحد. ونتيجة لحراكه هذا، أعتقل شين وحكم عليه بالإقامة الجبرية في منزله من سبتمبر 2005 حتى مارس 2006, وأعتقل ثانية في يونيو 2006 

و في 24 أغسطس تم الحكم عليه بالسجن لمدة 4 سنوات و 3 أشهر بتهمة «تخريب المباني وجمع متظاهرين لعرقلة حركة السير». خرج من السجن في 8 سبتمبر 2010 إلا أنه بقي تحت الإقامة الجبرية في منزله.. تشن وزوجته تعرضا للضرب بعد أن قامت مجموعة تعنى بحقوق الإنسان بنشر شريط فيديو يظهر بيته تحت حراسة مشددة في 9 فبراير 2011 
قضية تشن أخذت أبعادا واسعة وجذبت اهتمام وزارة الخارجية الأمريكية ومنظمة هيومن رايتس ووتش ومنظمة العفو الدولية اللواتي أصدرن معاريض للحكومة الصينية تدعو لإطلاق سراحه وصنفته معتقل ضمير .
في 22 أبريل 2012 تمكن تشن من الهرب واللجوء إلى السفارة الأمريكية في بكين . وبعد مفاوضات مع الحكومة الصينية، تم إخراجه من السفارة لتلقي الرعاية الطبية في 2 مايو 2012
.
في 19 مايو 2012 تناقلت وكالات الأنباء خبر تمكن تشن من السفر إلى الولايات المتحدة الأمريكية مع زوجته وطفليه.